# José María Gil-Robles
José María Gil-Robles y Quiñones de León (Salamanca, 22 de novembro de 1898 - Madri, 14 de setembro de 1980) foi um político e advogado espanhol.
Formou-se em Direito na Universidade de Salamanca aos 21 anos e militou desde sua juventude em organizacões políticas e sociais católicas. Obteve seu Doutorado na Universidade Central de Madri e obteve em 1922 a cátedra de Direito Político da Universidad de La Laguna, nas Ilhas Canárias, que exerceu por pouco tempo. Durante a Ditadura de Primo de Rivera, colaborou na redação do Estatuto Municipal.
Na Segunda República Espanhola foi eleito deputado nas eleições gerais de junho de 1931, participando das Cortes Constituintes, onde se destacou por sua oposição à política religiosa do novo regime republicano. Mostrou-se disposto a aceitar, com matizes, a declaração do laicismo do Estado, desde que se reconhecessem os direitos da Igreja.
Em 1931 passou a militar na Ação Nacional, criada pouco antes. Em 1933, participou na criação da Confederação Espanhola de Direitas Autônomas (CEDA). Seu novo partido obteve a vitória nas eleições gerais espanholas de novembro 1933, com uma escassa maioría que lhe  imposibilitava formar sozinho um governo. Apoiou o novo gabinete presidido por Alejandro Lerroux e por outros políticos do Partido Republicano Radical.
Em 6 de maio de 1935, foi nomeado Ministro da Guerra por Lerroux, promovendo uma série de militares que teriam um grande protagonismo durante a posterior Guerra Civil Espanhola. Assim, ordenou que o general Francisco Franco chefie o Estado-Maior da Defesa e o general Emilio Mola volte ao serviço ativo e assuma o Comando das Forças Espanholas no  Marrocos. Também se autorizam os atos religiosos nos quartéis. prosseguiu no cargo até dezembro, quando foi demitido pelo chefe do novo Gabinete, Joaquín Chapaprieta.
Depois da vitória da Frente Popular nas eleições gerais de fevereiro de 1936, converteu-se no chefe da oposição parlamentar. Sua figura se viu cada vez mais eclipsada pelos postulados radicais de José Calvo Sotelo, assassinado na noite de 12 para 13 de julho desse ano. Gil-Robles, que havia partido para o norte pouco antes, abandonou a Espanha e se dirigiu à França. Expuldo pelo governo de Léon Blum, passou a Portugal.
Durante a Guerra Civil Espanhola, recomendou a seus seguidores apoiar o bando franquista e entregou os fundos de seu partido ao general Emilio Mola. Finalizado o conflito em abril de 1939, apoiou a causa monárquica. Foi membro do Conselho Privado do Conde de Barcelona, (Juan de Bourbon, pai do futuro rei Juan Carlos I) e tentou chegar a um acordo em 1948 com o líder do Partido Socialista Operário Espanhol Indalecio Prieto para lograr a instauração de uma monarquia parlamentar.
Em 1953, regresou à Espanha, onde apoiou diversos opositores do regime franquista. Foi desterrado em 1962 por participar em junho desse ano em uma reunião antifranquista em Munique. Começou então a escrebir uma série de livros de memórias. No primeiro deles, No fue posible la paz (1968), tentou explicar as causas que levaram à Guerra Civil e justificar sua intervenção nos acontecimentos anteriores à mesma.
Depois da morte de Francisco Franco em 1975, o início do reinado de Juan Carlos I e a transição espanhola, tentou recuperar seu papel político defendendo as posições tradicionais da democracia cristã europeia. No entanto, o fracasso de seu partido, a Federação Popular Democrática eleições gerais de 1977, nas quais não se elegeu deputado, o afastou definitivamente da vida política.